# Château de Rilhat
Le château de Rilhat est un édifice situé à Cognat-Lyonne, dans le centre de la France. Il est inscrit au titre des monuments historiques en 1990.

## Localisation
Le château est situé sur la commune de Cognat-Lyonne, dans le département de l'Allier, en région Auvergne-Rhône-Alpes, à environ 5 km à l'ouest de Vichy, au lieu-dit de Rilhat, près du golf de la forêt de Montpensier.

## Description
Avec un corps de logis rectangulaire flanqué de deux tours rondes, le château présente un aspect de manoir assez classique pour le Bourbonnais. Seules restent des défenses originelles du château une tour carrée qui se dresse devant la façade nord et les ruines d'une autre tour, effondrée au début du XXe siècle. Ces deux tours protégeaient la porte d'entrée, surmontée de machicoulis. Une autre tour de défense a été transformée en pigeonnier.  

## Historique
La construction date du XVe siècle avec des ajouts et modifications dans la seconde moitié XVIe siècle et première moitié du XVIIe siècle.
Les guerres de Religion ravagèrent la région et, en janvier 1568, se déroula à proximité du château la bataille de Cognat entre protestants et catholiques, qui vit la destruction du village de Cognat et du château de Hautefeuille, propriété d'une branche de la famille Motier de La Fayette.
À la Révolution, Antoine Cariol aîné, chargé de l'application du décret du 12 pluviôse an II (31 janvier 1794) relatif à la destruction des signes de féodalité, s'est intéressé à ce château.
Propriété des Reclesne de Lyonne, puis de 1844 à 1901 des Villardi de Montlaur, par le mariage le 23 janvier 1844 d'Eugène Joseph de Villardi de Montlaur, futur député de l'Allier, avec Léopoldine de Reclesne, le château et ses terres sont rachetés par M. Grange, de Vensat. Quelques années plus tard, en 1920, la propriété est démantelée et le château seul est acquis par les Soucachet, famille originaire de Saint-Pont.
L'édifice est inscrit au titre des monuments historiques en novembre 1990.